# أوثيلو هنتر
أوثيلو هنتر (بالإنجليزية: Othello Hunter)‏ مواليد 28 مايو 1986 في وينستون-سالم، هو لاعب كرة سلة محترف أمريكي بدأ مسيرته الاحترافية في سنة 2008 ويحمل الرقم 5. يبلغ طوله 6 قدم 8 بوصة (2.0 م).

## فرق لعب لها
- أتلانتا هوكس
- دينامو باسكت ساساري
- نادي بلد الوليد لكرة السلة
- جيانغسو دراجونز
- نادي أولمبياكوس لكرة السلة

## إحصائيات المسيرة

### الرابطة الوطنية لكرة السلة

#### الموسم الاعتيادي
| السنة   | الفريق       | لعب | بدأ | دقيقة | ميداني% | ثلاثية | حرة  | ارتداد | صنع | استلاب | تصدي | نقطة |
| ------- | ------------ | --- | --- | ----- | ------- | ------ | ---- | ------ | --- | ------ | ---- | ---- |
| 2008–09 | أتلانتا هوكس | 16  | 0   | 5.8   | .550    | .000   | .000 | 1.5    | .1  | .1     | .3   | 1.4  |
| 2009–10 | أتلانتا هوكس | 7   | 0   | 4.7   | .333    | .000   | .750 | 1.7    | .0  | .0     | .1   | 1.6  |
| المسيرة |              | 23  | 0   | 5.4   | .469    | .000   | .333 | 1.6    | .0  | .1     | .3   | 1.4  |

#### التصفيات
| السنة   | الفريق       | لعب | بدأ | دقيقة | ميداني% | ثلاثية | حرة  | ارتداد | صنع | استلاب | تصدي | نقطة |
| ------- | ------------ | --- | --- | ----- | ------- | ------ | ---- | ------ | --- | ------ | ---- | ---- |
| 2008–09 | أتلانتا هوكس | 4   | 0   | 3.5   | .667    | .000   | .000 | 1.5    | .0  | .3     | .3   | 1.0  |
| المسيرة |              | 4   | 0   | 3.5   | .667    | .000   | .000 | 1.5    | .0  | .3     | .3   | 1.0  |

## روابط خارجية
- أوثيلو هنتر على موقع الدوري الأوروبي لكرة السلة (الإنجليزية)
- أوثيلو هنتر على موقع إن بي أي (الإنجليزية)
- أوثيلو هنتر على موقع سبورتس رفرنس (الإنجليزية)
- أوثيلو هنتر على موقع الدوري الإسباني لكرة السلة (الإسبانية)
- أوثيلو هنتر على موقع كرة السلة الأوروبية.كوم (الإنجليزية)
- أوثيلو هنتر على موقع DraftExpress.com (الإنجليزية)
- أوثيلو هنتر على موقع إي إس بي إن.كوم (الإنجليزية)
- أوثيلو هنتر على موقع كلية كرة السلة في سبورتس رفرنس.كوم (الإنجليزية)
- أوثيلو هنتر على موقع ريلجم (الإنجليزية)
- أوثيلو هنتر على موقع بروبوليرز (الإنجليزية)